# Индијско-пакистански ратови
Индијско-пакистански ратови је израз којим се описују оружане сукобе између Индије на једној, и Пакистана на другој страни, а који су се десили у другој половици 20. вијека на подручју јужне Азије. Под тиме се у ужем смислу подразумијевају четири већа рата од 1947. до 1949. године, иако су у истом периоду, а неко вријеме и касније, биљежене мање чарке и оружани инциденти. Главни узрок ратова је био спор око Кашмира, подручја на коме су за вријеме подјеле Индије већину имали муслимани, али чији га је хиндуски владар предао новоствореној држави Индији умјесто Пакистану; изузетак је био Трећи индијско-пакистански рат, који се водио због индијске подршке покрету за независност данашњег Бангладеша од пакистанске власти.
Индијско-пакистански ратови, поређани хронолошки су били:
- Индијско-пакистански рат (1947 - 1948), који је завршио подјелом Кашмира на индијски (око 2/3) и пакистански дио (1/3);
- Индијско-пакистански рат (1965), који је завршио без формалног побједника и без промјена граница;
- Индијско-пакистански рат (1971), који је завршио индијском побједом и стварањем Бангладеша;
- Каргилски рат (1999), који је завршио индијском побједом.
- Индијско-пакистански рат (2025), који се завршио прекидом ватре.